# Центрполиграф
Издательство «Центрполиграф» — одно из   крупнейших частных издательств России.

## Об издательстве
Издательство «Центрполиграф» (с 2000 года — ЗАО «Центрполиграф») основано в 1991 году Д. Е. Шипетиным, который и поныне является председателем его совета директоров.
Издательство представляет книги следующих жанров — русская и зарубежная классика; современная проза; детективы и остросюжетная литература, включая женские, интеллектуальные и авантюрные детективы; сентиментальная проза; российское и зарубежное фэнтези; деловая литература; пособия и учебники; справочники; энциклопедии и словари; научно-популярные и прикладные издания.
Соотношение тиражей по новинкам: около 49 % — новинки нехудожественной литературы, около 52 % — новинки художественной литературы.

## Критика
По мнению ряда рецензентов, книги издательства не всегда хорошо переведены, что искажает смысл оригинала, а некоторые публикации различаются по степени научной значимости, на что обращали внимание в печати различные рецензенты:

Как часто бывает у издательства «Центрполиграф», взяв книгу в руки, вы переноситесь на 30 лет назад, в 1990-е. Комментарии и список использованных материалов отсутствуют полностью, год выхода и оригинальное название не указаны, про автора ничего понять нельзя, а бумага... — даже обычное уничижительное сравнение не подходит: самые распространенные изделия бумажной промышленности сегодня значительно более высокого качества. 
— Б. А. Куприянов

## Книжные серии
- «Загадки древних цивилизаций» (2003—2009)
- «Мастера остросюжетного детектива» (1992—2003)
- «MEMORIALIS» (История мира)
- «Россия забытая и неизвестная»
- «Шедевры иностранного детектива» #1 (от мастеров жанра со всего мира)
- «Наш XX Век» (автобиографии великих современников ушедшего столетия)
- «Наши там» (отечественное боевое фэнтези)
- «На линии фронта» (воспоминания советских ветеранов о Великой Отечественной войне)
- «За линией фронта»
- «Классическая библиотека приключений и научной фантастики» (легендарная «РАМКА»)
- Питер ДЖЕЙМС («Рой Грейс» сериал от «Короля английского детектива»)
- «ЧЕЙЗ» (полное собрание сочинений «Короля детектива»)
- «HARLEQUIN» (любовные романы)
- «Супер-разум»
- «Сверхсознание»
- «Оружие»
- «Хроники военных сражений»
- «Новейшие исследования по истории России»